# 世界選手権自転車競技大会・カテゴリー別ロードレース歴代優勝者
世界選手権自転車競技大会・カテゴリー別ロードレース歴代優勝者（せかいせんしゅけんじてんしゃきょうぎたいかい・かてごりーべつろーどれーすれきだいゆうしょうしゃ）は、世界選手権自転車競技大会ロードレースにおけるアンダー23（U23)、ジュニアにおける個人ロードレース及び個人タイムトライアルの歴代優勝者及び上位入賞者の一覧を記したものである。

## 男子U23・個人ロードレース
1995年まで開催された、アマチュア・個人ロードレース種目を半ば受け継ぐ形で1996年より実施された。男女のエリート個人ロードレース種目と同じコースで行われる。若手ロード選手にとってこのレースとは、エリート種目への登竜門的意味合いを持つレースであり、また、優勝者にとってみれば、栄誉あるマイヨ・アルカンシエルを掴む機会でもある。
| 年   | 開催地                                                     |                                                            | 2位                                                        | 3位                                                        |
| ---- | ---------------------------------------------------------- | ---------------------------------------------------------- | ---------------------------------------------------------- | ---------------------------------------------------------- |
| 1996 | ルガーノ                                                   | ジュリアーノ・フィゲラス                                   | ロベルト・スジャンベッルーリ                               | ルカ・シローニ                                             |
| 1997 | サンセバスティアン                                         | クルトアスル・アルヴェセン                                 | オスカル・フレイレ                                         | ゲリト・グロムザー                                         |
| 1998 | ファルケンブルフ・アンデフール                             | イヴァン・バッソ                                           | リナルド・ノチェンティーニ                                 | ダニーロ・ディルーカ                                       |
| 1999 | ヴェローナ                                                 | レオナルド・ジョルダーニ                                   | ルカ・パオリーニ                                           | マティアス・ケスラー                                       |
| 2000 | プルエー                                                   | エフゲニー・ペトロフ                                       | ヤロスラフ・ポポヴィッチ                                   | ロレンツォ・ベルヌッチ                                     |
| 2001 | リスボン                                                   | ヤロスラフ・ポポヴィッチ                                   | ジャンパオロ・カルーゾ                                     | ルスラン・グリスチェンコ                                   |
| 2002 | ゾルダー / ハッセルト                                      | フランチェスコ・キッキ                                     | フランシスコ・グティエレス                                 | ダヴィド・ロースリ                                         |
| 2003 | ハミルトン                                                 | セルゲイ・ラグタン                                         | ヨハン・ファンスュメレン                                   | トーマス・デッケル                                         |
| 2004 | ヴェローナ                                                 | コンスタンティン・シフトソフ                               | トーマス・デッケル                                         | マドス・クリステンセン                                     |
| 2005 | マドリッド                                                 | ドミトリ・グラボフスキー                                   | ウィリアム・ウォーカー                                     | エフゲニー・ポポフ                                         |
| 2006 | ザルツブルク                                               | ゲラルト・シオレック                                       | ロマン・フェイユ                                           | アレクサンドル・ハトゥンツェフ                             |
| 2007 | シュトゥットガルト                                         | ペーター・ヴェリトス                                       | ウェスリー・スルツベルガー                                 | ジョナサン・ベリス                                         |
| 2008 | ヴァレーゼ                                                 | ファビオ・アンドレス・ドゥアルテ                           | シモーネ・ポンツィ                                         | ヨーン・デゲンコルプ                                       |
| 2009 | メンドリシオ                                               | ロメン・シカール                                           | カルロスアルベルト・ベタンクールゴメス                     | エゴール・シリン                                           |
| 2010 | メルボルン / ジーロング                                    | マイケル・マシューズ                                       | ヨーン・デーゲンコルプ                                     | テイラー・フィニー、 ギヨーム・ボワヴァン                  |
| 2011 | コペンハーゲン                                             | アルノー・デマル                                           | アドリアン・プティ                                         | アンドリュー・フェン                                       |
| 2012 | リンブルフ                                                 | アレクセイ・ルツェンコ                                     | ブライアン・コカール                                       | トム・ヴァンアスブロック                                   |
| 2013 | フィレンツェ                                               | マテイ・モホリッチ                                         | ルイ・メインティース                                       | ソンドレホルスト・エンゲル                                 |
| 2014 | ポンフェラーダ                                             | スベンエリック・ビストラム                                 | カレブ・ユアン                                             | クリストファー・シェルピング                               |
| 2015 | リッチモンド                                               | ケヴィン・ルダノワ                                         | シモーネ・コンソンニ                                       | アントニー・テュルジス                                     |
| 2016 | ドーハ                                                     | クリストファー・ハルヴォルセン                             | パスカル・アッカーマン                                     | ヤコブ・マレツコ                                           |
| 2017 | ベルゲン                                                   | ブノワ・コスネフロワ                                       | レナード・ケムナ                                           | ミカエルカーベル・スヴェンドガールド                       |
| 2018 | インスブルック                                             | マルク・ヒルシ                                             | ビョルグ・ランブレヒト                                     | ヤーコ・ハンニネン                                         |
| 2019 | ヨークシャー                                               | サムエーレ・バッティステッラ                               | ステファン・ビッセガー                                     | トム・ピドコック                                           |
| 2020 | 新型コロナウイルス感染症の世界的流行 (2019年-)により未開催 | 新型コロナウイルス感染症の世界的流行 (2019年-)により未開催 | 新型コロナウイルス感染症の世界的流行 (2019年-)により未開催 | 新型コロナウイルス感染症の世界的流行 (2019年-)により未開催 |
| 2021 | フランドル                                                 | フィリッポ・バロンチーニ                                   | ビニアム・ギルマイ                                         | オラフ・コーイ                                             |
| 2022 | ウロンゴン                                                 | エフゲニー・フェドロフ                                     | マティアス・ヴァチェク                                     | ソーレン・ヴァーレンショルト                               |

## 男子U23・個人タイムトライアル
| 年   | 開催地                                                     |                                                            | 2位                                                        | 3位                                                        |
| ---- | ---------------------------------------------------------- | ---------------------------------------------------------- | ---------------------------------------------------------- | ---------------------------------------------------------- |
| 1996 | ルガーノ                                                   | ルカ・シローニ                                             | ロベルト・スジャンベッルーリ                               | アンドレアス・クレーデン                                   |
| 1997 | サンセバスティアン                                         | ファビオ・マルベルティ                                     | ラスロ・ボドロギ                                           | デヴィッド・ジョージ                                       |
| 1998 | ファルケンブルフ・アンデフール                             | トル・フースホフト                                         | フレデリック・フィノー                                     | ジャンマリオ・オルテンツィ                                 |
| 1999 | ヴェローナ                                                 | イバン・グティエレス                                       | マイケル・ロジャース                                       | エフゲニー・ペトロフ                                       |
| 2000 | プルエー                                                   | エフゲニー・ペトロフ                                       | ファビアン・カンチェラーラ                                 | マイケル・ロジャース                                       |
| 2001 | リスボン                                                   | トマス・ヴァイトクス                                       | ジャンパオロ・カルーゾ                                     | ルスラン・グリスチェンコ                                   |
| 2002 | ゾルダー / ハッセルト                                      | ダニー・ペイト                                             | セバスティアン・ラング                                     | ジェイムス・ペリー                                         |
| 2003 | ハミルトン                                                 | マルクス・フォーテン                                       | ニルス・スヒューネマン                                     | アレクサンドル・ベスパロフ                                 |
| 2004 | ヴェローナ                                                 | ヤネス・ブライコヴィッチ                                   | トーマス・デッケル                                         | ヴィンチェンツォ・ニバリ                                   |
| 2005 | マドリッド                                                 | ミハイル・イグナティエフ                                   | ドミトリ・グラボフスキー                                   | ペーター・ラタム                                           |
| 2006 | ザルツブルク                                               | ドミニク・コルニュ                                         | ミハイル・イグナティエフ                                   | ジェローム・コペル                                         |
| 2007 | シュトゥットガルト                                         | ラース・ボーム                                             | ミハイル・イグナティエフ                                   | ジェローム・コペル                                         |
| 2008 | ヴァレーゼ                                                 | アドリアーノ・マローリ                                     | パトリック・グレチュ                                       | キャメロン・マイヤー                                       |
| 2009 | メンドリシオ                                               | ジャック・ボブリッジ                                       | ネルソン・オリヴェイラ                                     | パトリック・グレッチュ                                     |
| 2010 | メルボルン / ジーロング                                    | テイラー・フィニー                                         | ルーク・ダーブリッジ                                       | マルセル・キッテル                                         |
| 2011 | コペンハーゲン                                             | ルーク・ダーブリッジ                                       | ラスムス・クアーデ                                         | マイケル・ヘップバーン                                     |
| 2012 | リンブルフ                                                 | アントン・ヴォロビエフ                                     | ローハン・デニス                                           | ダミアン・ホーゾン                                         |
| 2013 | フィレンツェ                                               | ダミアン・ホーゾン                                         | ヨアン・ペヨ                                               | ラーセ・ノーマン・ハンセン                                 |
| 2014 | ポンフェラーダ                                             | キャンベル・フレイクモア                                   | ライアン・ミューレン                                       | シュテファン・キュング                                     |
| 2015 | リッチモンド                                               | マッズ・ウルツ・シュミット                                 | マクシミリアン・シャッハマン                               | レナード・ケムナ                                           |
| 2016 | ドーハ                                                     | マルコ・マティス                                           | マクシミリアン・シャッハマン                               | マイルズ・スコットソン                                     |
| 2017 | ベルゲン                                                   | ミッケル・ビョーグ                                         | ブランドン・マクナルティ                                   | コランタン・エルムノー                                     |
| 2018 | インスブルック                                             | ミッケル・ビョーグ                                         | ブレント・ヴァンムール                                     | マティアス・ノルスガード                                   |
| 2019 | ヨークシャー                                               | ミッケル・ビョーグ                                         | イアン・ガリソン                                           | ブランドン・マクナルティ                                   |
| 2020 | 新型コロナウイルス感染症の世界的流行 (2019年-)により未開催 | 新型コロナウイルス感染症の世界的流行 (2019年-)により未開催 | 新型コロナウイルス感染症の世界的流行 (2019年-)により未開催 | 新型コロナウイルス感染症の世界的流行 (2019年-)により未開催 |
| 2021 | フランドル                                                 | ヨハン・プリースパイタースン                               | ルーク・プラップ                                           | フロリアン・フェルメルシュ                                 |
| 2022 | ウロンゴン                                                 | ソーレン・ヴァーレンショルト                               | アレック・セガールト                                       | レオ・ヘイター                                             |